# Nemcia capitata
Nemcia capitata är en ärtväxtart som först beskrevs av George Bentham, och fick sitt nu gällande namn av Karel Domin. Nemcia capitata ingår i släktet Nemcia och familjen ärtväxter. Inga underarter finns listade i Catalogue of Life.